# Omer Nishani
Omer Nishani (ur. 5 lutego 1887 w Gjirokastrze, zm. 26 maja 1954 w Tiranie) – albański polityk, lekarz, dziennikarz i tłumacz.

## Życiorys
Urodził się w ubogiej, wielodzietnej rodzinie rzemieślniczej. W rodzinnej Gjirokastrze ukończył szkołę turecką (ruzhdije). W 1908 wyjechał do Stambułu, gdzie ukończył gimnazjum i rozpoczął studia medyczne. Z uwagi na sytuację polityczną w Turcji, wywołaną rewolucją młodoosmańską przerwał studia. W stolicy Turcji zetknął się po raz pierwszy z albańskim ruchem narodowym i działał na rzecz ujednolicenia zapisu języka albańskiego w wersji zlatynizowanej.
Po ogłoszeniu niepodległości Albanii w listopadzie 1912 r. Nishani wraz z grupą studentów albańskich, mieszkających w Stambule zdecydował się wrócić do Wlory. Pracował wtedy jako lekarz. Po zajęciu miasta przez oddziały włoskie Omer przeniósł się do Beratu. Kiedy tam wkroczyła armia austro-węgierska, wyjechał do Wiednia, aby kontynuować studia medyczne. Tam też poznał swoją przyszłą żonę – austriacką pisarkę Rosevitę von Voller (1896–1971).
Pod koniec 1920 Nishani powrócił do Albanii. Osiadł w Durrësie, gdzie otworzył prywatną klinikę dermatologiczną. W roku 1923 został wybrany deputowanym okręgu Durres do parlamentu albańskiego, w którym zasiadał do 1924. W tym samym roku znalazł się w składzie pierwszej delegacji albańskiej, która podjęła rozmowy dotyczące uznania ZSRR przez Albanię. Upadek rządu Fana Nolego w 1924 spowodował ucieczkę z kraju jego zwolenników, w tym Nishaniego. Na emigracji (we Włoszech i w Austrii) spędził on kolejne 15 lat swojego życia. Wtedy też związał się z działającą na emigracją organizacją KONARE (Komitet Narodowo-Rewolucyjny). W 1925 jako wysłannik tej organizacji próbował wrócić do Albanii, ale został aresztowany przez policję i wydalony z kraju. Wspólnie z Halimem Xhelo powołał do życia czasopismo „Liria Kombetare” (Wolność narodowa), wydawane początkowo w Genewie, a następnie w Wiedniu. Przez 6 lat był redaktorem naczelnym tego czasopisma. Działalność skierowana przeciwko reżimowi Ahmeda Zogu spowodowała, że sąd w Tiranie skazał Nishaniego in absentia na karę śmierci i konfiskatę majątku.
W 1933 Nishani wyjechał z Wiednia do Stambułu, ale został stamtąd wydalony przez władze tureckie jako osoba niepożądana. W tej sytuacji udał się do Grecji, gdzie osiedlił się w Zakintos, w okręgu Patras. Tam też zajął się tłumaczeniem na albański dzieł Moliera i La Fontaine’a. W niejasnych okolicznościach powrócił do Albanii w 1939, już po agresji włoskiej na ten kraj i rozpoczął tam działalność polityczną, próbując organizować antyfaszystowski ruch oporu.
Zagrożony aresztowaniem opuścił Tiranę i udał się do Pezy, a następnie do Sztabu Głównego Armii Narodowowyzwoleńczej w rejonie Skraparu. Na kongresie w Përmecie, w 1944 został wybrany przewodniczącym, zdominowanej przez komunistów Rady Naczelnej Frontu Narodowowyzwoleńczego. Po powołaniu pierwszego rządu tymczasowego, Nishani objął resort spraw zagranicznych. W nowych władzach Albanii był jednym z nielicznych ludzi wykształconych, władał biegle 7 językami (w tym tureckim, arabskim i greckim).
2 grudnia 1945 został wybrany deputowanym do Zgromadzenia Ludowego (parlamentu) z okręgu nr 1 w Gjirokastrze. W parlamencie zasiadał odtąd nieprzerwanie, aż do śmierci. 11 stycznia 1946 został wybrany przewodniczącym prezydium Zgromadzenia Konstytucyjnego, pełniącym de facto funkcję głowy państwa. To na jego ręce składali listy uwierzytelniające pierwsi przedstawiciele dyplomatyczni przybywający w tym czasie do Tirany.
W 1952 funkcjonariusze Sigurimi aresztowali jego brata Besima. Po śmierci Stalina w 1953 r., kiedy w Albanii doszło do czystek w aparacie partyjnym i państwowym, także i Omer Nishani stał się osobą niepożądaną. 31 lipca 1953 usunięto go ze stanowiska przewodniczącego prezydium parlamentu. Poinformowany, że w najbliższym czasie zostanie aresztowany przez Sigurimi cierpiący na nieuleczalną chorobę wątroby Nishani popełnił samobójstwo z broni służbowej. Autopsja potwierdziła, że śmierć nastąpiła w wyniku dwóch postrzałów w okolice serca i krwotoku.
Pochowano go na cmentarzu Bami, skąd został przeniesiony na Cmentarz Męczenników Narodu. W 1993 w okresie dekomunizacji trumny z ciałami wysokich funkcjonariuszy partyjnych (w tym  Nishaniego) przeniesiono z Cmentarza Męczenników Narodu na cmentarz Sharre na przedmieściach Tirany. Imieniem Nishaniego nazwano ulicę w północnej części Tirany, a także szpital w Gjirokastrze.
Był żonaty (żona Rozvita).

## Publikacje
- 1988: Për Shqipërinë e popullit: artikuj, fjalime, etj., wyd. Tirana